# Willi Scheuermann
Willi Scheuermann (* 1. April 1885 in Würzburg; † nach 1959) war ein deutscher Illustrator und Ansichtskartenkünstler in Berlin, bekannt als John Wills. Seine humoristischen Ansichts- und zeitgeistigen Grußkarten waren in der Zeit von ca. 1910 bis in die 1930er Jahre sehr beliebt und sind heute gesuchte Sammlerobjekte. Er war ab 1946 Mitglied im Berufsverband Bildender Künstler Berlins.